# Mont-ros (els Omellons)
El Mont-ros és una muntanya de 492 metres que es troba entre els municipis de la Floresta i dels Omellons, a la comarca catalana de les Garrigues. A la solana s'hi explota una pedrera de calcarenita.